# Greenwoodochromis
Greenwoodochromis es un pequeño género de peces perteneciente a la familia de los cíclidos. Es endémica del Lago Tanganica en África.

## Especies
Este género contiene solo dos especies reconocidas:
- Greenwoodochromis bellcrossi (Poll, 1976)
- Greenwoodochromis christyi (Trewavas, 1953)